# Osek (Boêmia Central)
Osek é uma comuna checa localizada na região da Boêmia Central, distrito de Beroun.